# Inga vízerőművek
Az Inga-vízerőművek a Kongói Demokratikus Köztársaság nyugati részében, a fővárostól, Kinshasától 220 km-re délnyugatra helyezkednek el a Kongó-központi tartományban (az Alsó-Kongó tartomány utódjában). A vízerőmű a világ legnagyobb vízhozamú vízesésén, az Inga-vízesésen épült. Ezen a helyen a Kongó 15 km hosszon 96 m-t esik, átlagos vízhozama 42 476 m³/mp. Az Inga I duzzasztót 1972-ben helyezték üzembe, az Inga II tíz évvel később készült el.

## A jelen
Jelenleg két, kisebb teljesítményű vízerőmű üzemel a folyónak ezen a szakaszán, az Inga I és az Inga II. Az Inga-vízerőművek terve az ország akkori elnökének Mobutu Sese Sekónak volt „fehér elefántja” vagyis olyan presztízs-beruházása, melynek eredményei nem feltétlenül álltak arányban a beruházás költségeivel. Megépítésük politikai célokat is szolgált, a kinshasai kormány a vízerőműveken keresztül tudta szabályozni az időről időre lázadó Shaba tartomány (más néven Katanga tartomány) energiaellátását.

## Bővítési tervek

Az Inga-vízerőművek, 2006

Az Inga III és a Nagy-Inga tervei, 2006-os állapot.

A két működő duzzasztómű felújítására új tervek vannak készülőfélben. A felújítások mellett tervezik az Inga III és a Nagy-Inga-vízerőműveket is.
A számítások szerint az Inga III vízerőmű 4500 megawatt teljesítményű elektromos energiát tudna termelni. Az Inga III a Westcor együttműködés központi létesítménye, mely egybekapcsolná a Kongói Demokratikus Köztársaság, Namíbia, Angola, Botswana és a Dél-afrikai Köztársaság elektromos hálózatát. A Világbank, az Afrikai Fejlesztési Bank, az Európai Fejlesztési Bank, a JFPI Corporation és a dél-afrikai energiatermelő vállalkozások mind kifejezték érdeklődésüket a terv iránt, melynek költségeit 80 milliárd USA dollárra teszik.
A Nagy-Inga vízerőmű 39 000 MW teljesítményű lenne – hatalmas lökést adhatna Afrika energiaellátásának. Az erőműnek az afrikai energiahálózatba kapcsolása további 10 milliárd dollárba kerülne (2000-es becslés). Megépülése esetén ez lenne a világ legnagyobb vízierőműve. A terv bírálói azt hangoztatják, hogy a hatalmas mennyiségű pénzt kisebb, helyi energiaprojektekre kellene fordítani, melyek inkább megfelelnének Afrika szegény többsége igényeinek. Emellett a duzzasztómű környezetre gyakorolt hatásai sem lennének elhanyagolhatóak.
A NEPAD (Afrika Új Fejlesztési Együttműködése - New Partnership for Africa's Development), a Dél-Afrikai Köztársaság ESKOM villamosenergia-ipari társaságával együtt azt javasolja, hogy a Nagy-Inga projektet 2010-ben kezdjék el. Az erőmű 39 GW teljesítménnyel évi 250 TWh energiát termelne az erőműrendszer együttes 370 TWh termeléséből. 2005-ben Afrikában 550 TWh (egy főre 600 kWh) villamos energiát termeltek. Ha a terv 2020 körül megvalósul, akkor az afrikai kontinens 1000 TWh-s energiatermelésének mintegy 20%-át fogja adni.

## A kontinens egyenlőtlen energiatermelése
Az afrikai kontinens egyenlőtlen eloszlású energiatermelése miatt a forró égövi területeken a Nagy-Inga tervezett teljesítményéhez hasonló több kisebb vagy kevesebb nagyobb teljesítményű erőműre van szükség. A termelt 550 TWh megoszlása 2005-ben a következő volt:
- 230 TWh (42%): Dél-Afrikai Köztársaság, a kontinens lakosságának 5,5%-a (4500 kWh/fő);

- 150 TWh (27%): öt észak-afrikai ország, Egyiptom, Algéria, Marokkó, Tunézia, Líbia, a kontinens lakosságának 16,7%-a (1000 kWh/fő);

- 170 TWh (31%): Afrika többi része, a kontinens lakosságának 77,8%-a (250 kWh/fő).

Van egy általános tévhit, mely szerint a Nagy-Inga-vízerőmű elegendő energiát termelhetne az egész kontinensnek. Ez igaz volt az 1990-es évek előtt. A kontinens éves gazdasági növekedése 5%. 2005-ben hat ország (Észak-Afrika és a Dél-Afrikai Köztársaság), az afrikai lakosság 22%-a használta fel a megtermelt energia 70%-át. A maradékon 47 ország osztozott, melyekben a lakosság 78%-a él, átlagosan 250 kWh/fő mennyiséggel. Ez a 47 ország keményen dolgozik azon, hogy 2015-re elérje a Millenniumi Fejlesztési Célokat. Az egy főre jutó villamosenergia-termelés megkétszerezéséhez a 2005-ös 550 TWh-ról legalább 1000 TWh-ra kell növelni a termelést.

## Külső hivatkozások
- Kongói Demokratikus Köztársaság/Energiatermelés Bank Information Center
- Folyók, Inga-vízesés Archiválva 2010. május 14-i dátummal a Wayback Machine-ben
- World Rainforest Movement